# محمد حمزة (لاعب كريكت)
محمد حمزة (18 ديسمبر 1991 بلاهور في باكستان - ) هو لاعب كريكت باكستاني.

## وصلات خارجية
- محمد حمزة على موقع إي آس بي آن كريك إنفو (الإنجليزية)